# فالنتين أرباكوف
فالنتين أرباكوف Valentin Mikhailovich Arbakov كان لاعب شطرنج روسي، حمل لقب أستاذ كبير.
- ولد في 28 يناير 1952 ومات في 30 نوفمبر 2003.
- في عام 1981 فاز مشاركة مع أندري سوكولوف بالمركز الأول في بطولة مدينة موسكو للشطرنج.
- تميز بمهارته في الشطرنج السريع.

- المصدر – ترجمة عن ويكيبيديا الإنجليزية.

## وصلات خارجية
- فالنتين أرباكوف على موقع مباريات الشطرنج (الإنجليزية)
- فالنتين أرباكوف على موقع 365Chess.com (الإنجليزية)
- فالنتين أرباكوف على موقع Chesstempo.com (الإنجليزية)